# Zagadnienie Cauchy’ego
Zagadnienie Cauchy’ego, zagadnienie początkowe,  problem Cauchy'ego – zagadnienie polegające na znalezieniu konkretnej funkcji spełniającej dane równanie różniczkowe i warunek początkowy. W przypadku równania rzędu pierwszego, warunkiem początkowym będzie punkt, przez który powinien przechodzić wykres szukanej funkcji. W przypadku równania rzędu drugiego, zagadnienie początkowe zawierać będzie dodatkowo wartość pierwszej pochodnej w danym punkcie i analogicznie, w przypadku równań wyższych rzędów.

## Przykład
Rozważmy następujące zagadnienie początkowe:
{\displaystyle {\begin{cases}y'={\frac {y}{x^{2}+1}},\\[2pt]y\left({\frac {\pi }{4}}\right)=e^{3}.\end{cases}}}
na początku należy rozwiązać równanie różniczkowe. Stosując algorytm postępowania z równaniem o zmiennych rozdzielonych możemy łatwo obliczyć, że funkcją spełniającą równanie jest:
{\displaystyle y=e^{\operatorname {arctg} x+C}.}
Wówczas rozwiązanie zagadnienia początkowego sprowadza się do obliczenia wartości stałej {\displaystyle C,} więc:
{\displaystyle e^{3}=e^{\operatorname {arctg} {\frac {\pi }{4}}+C},}
{\displaystyle 3=\operatorname {arctg} {\frac {\pi }{4}}+C,}
{\displaystyle C=3-\operatorname {arctg} {\frac {\pi }{4}}.}
Czyli rozwiązaniem zagadnienia jest funkcja:
{\displaystyle y=e^{\operatorname {arctg} x+3-\operatorname {arctg} {\frac {\pi }{4}}}.}